# تیموتی میسون
تیموتی میسون (انگلیسی: Timothy Mason; ۲ مارس ۱۹۴۰ – ۵ مارس ۱۹۹۰) تاریخ‌نگار اهل بریتانیا بود.